# Трећа влада Јована Авакумовића
Трећа влада Јована Авакумовића је била влада Краљевине Србије од 25. јуна 1903. до 4. октобра 1903.

## Чланови владе
| Функција                                               | Слика                      | Име и презиме        | Детаљи           |
| ------------------------------------------------------ | -------------------------- | -------------------- | ---------------- |
| Председник Министарског савета и министар без портфеља |                            | Јован Ђ. Авакумовић  |                  |
| Министар иностраних дела                               |                            | Љубомир Каљевић      |                  |
| Министар унутрашњих дела                               |                            | Стојан М. Протић     |                  |
| Министар правде                                        |                            | Љубомир Живковић     | до 2/15.8. 1903. |
| Министар правде                                        | Михаило П. Јовановић       |                      |                  |
| Министар финансија                                     |                            | Војислав С. Вељковић | до 2/15.8. 1903. |
| Министар финансија                                     | Александар С. Борисављевић |                      |                  |
| Министар просвете и црквених дела                      |                            | Љубомир Стојановић   | до 2/15.8. 1903. |
| Министар просвете и црквених дела                      | Добра Ружић                |                      |                  |
| Министар војни                                         |                            | Јован Атанацковић    | до 2/15.8. 1903. |
| Министар војни                                         | Леонида Соларевић          |                      |                  |
| Министар грађевина                                     |                            | Александар Машин     |                  |
| Министар народне привреде                              |                            | Ђорђе А. Генчић      |                  |